# Michael Mansell

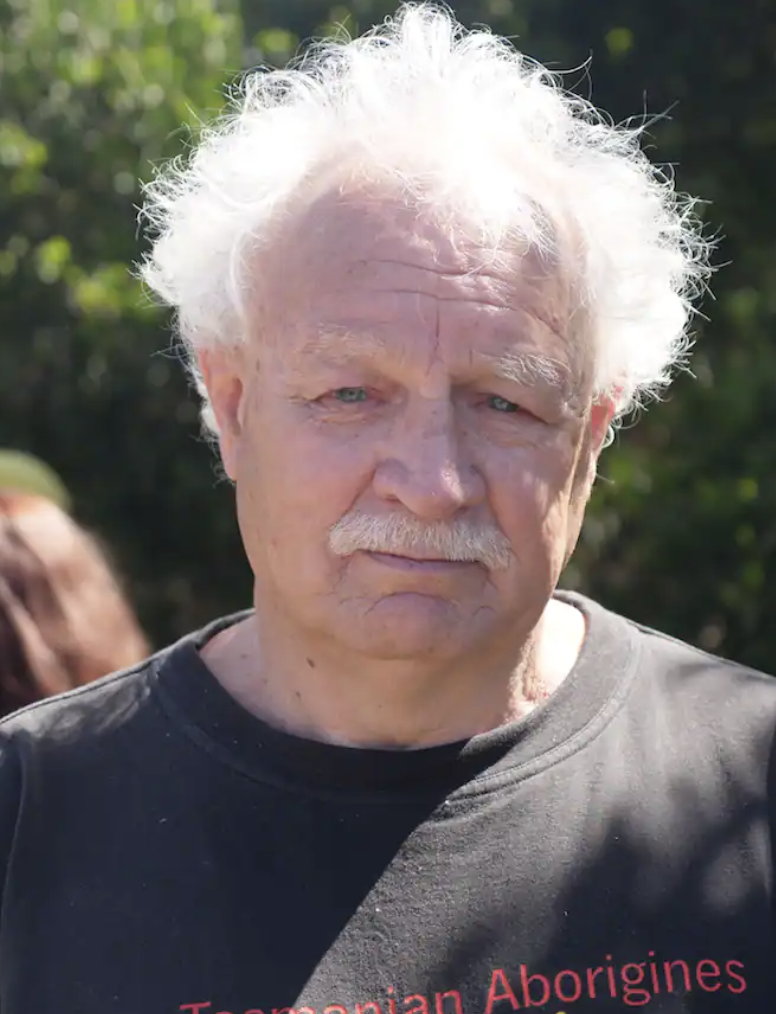
Michael Mansell

Michael Mansell (* Juni 1951 im Norden von Tasmanien) ist ein Aborigine. Von Beruf ist er Rechtsanwalt, der sich als politischer Aktivist für die sozialen, politischen und juristischen Rechten der Tasmanier einsetzt. Die indigenen Bewohner Tasmaniens nennen sich selbst Palawa; er selbst stammt mütterlicherseits von den Trawlwoolway und väterlicherseits von den Pinterrairer ab. Er hat aber auch europäische Vorfahren.

## Politische Aktivitäten
Seit seinen jungen Jahren protestierte Mansell gegen den Status und die Behandlung der Tasmanier. Bald stellte er fest, dass die Proteste wirkungslos blieben und er gab die radikale Vorgehensweise, mit der er und andere Aborigines in den 1970er Jahren arbeiteten, auf. Obwohl er starke Unterstützung in der indigenen Gemeinschaft hatte, führten seine Veröffentlichungen und in den Medien vorgetragenen Auffassungen zu Kontroversen mit Politikern und Kommentatoren in den Medien. Am meisten ist er im Widerspruch mit der australischen und tasmanischen Regierung hinsichtlich seiner Forderung nach der Souveränität für Aborigines.
Mansell berichtete im April 1987 auf der einer Conference on Peace and Revolution in the Pacific (Konferenz für Frieden und Revolution im Pazifik) in Libyen vor einem großen internationalen Publikum, dass es in Australien Aborigines verboten gewesen sei ein Pub zu betreten und dass es früher dort üblich gewesen sei, bei Erdbestattungen von Aborigines den Kopf hinwegzukicken. Diese Aussagen wurden in australischen Zeitungen wiedergegeben und es wurde aufgedeckt, dass Mansell die Organisation der Tasmanier in die Mathuba-Gruppe von Muammar al-Gaddafi einbrachte, die damals ein weltweites Netzwerk von 87 Milizen und Aufständischen gründete. Mitglieder dieses Netzwerks war u. a. die Provisional Irish Republican Army (IRA).
Um die internationale Anerkennung der indigenen Völker Tasmanians zu forcieren, stellte er Pässe für Aborigines aus. 1988 sicherte Gaddafi die Anerkennung zu und erklärte, dass sie für die Reise nach Libyen Gültigkeit besitzen.
Das von Mansell geführte Tasmanian Aboriginal Centre wird von den Lia Pootah nicht als Interessensvertretung der Tasmanier anerkannt. Die Lia Pootah sind eine Gruppe, die aus Nachfahren zwischen Tasmaniern und weißen Robbenjägern der Bass Strait besteht.
Im Februar 2008 sagte Mansell im australischen Radio, dass er zufrieden über die Wahl des neuen Premierministers Kevin Rudd sei, sowie über seine formale öffentliche Entschuldigung an die Gestohlene Generation. Diese Entschuldigung reiche jedoch nicht aus, denn ohne eine reale Kompensation sei sie nur halbherzig. Am ersten Jahrestag der offiziellen Entschuldigung sagte Mansell, dass die Entschuldigung bislang weder die Situation der Aborigines verbessert, noch dass die Regierung die Benachteiligung der Aborigines in der Gesellschaft beseitigt habe. Er forderte eine 1 Milliarde australische Dollar von der australischen Regierung. Die tasmanische Regierung stellte als einzige Regierung hierfür $5 Millionen als Ausgleich für das erlittene Leid der Kinder, die ihren Eltern weggenommen wurden, zur Verfügung.

## Beruf
Mansell studierte an der University of Tasmania und schloss als Bachelor of Arts und Bachelor of Law ab. Er ergriff anschließend den Beruf eines Rechtsanwalts; verteidigte Aborigines und verfolgte politische Reformen. Er wurde Anwalt sowohl bei niederen als auch bei höheren Gerichten und ist beim Supreme Court of Tasmania und dem High Court of Australia als Anwalt zugelassen.
Er ist Vorsitzender und Geschäftsführer des Tasmanian Aboriginal Centre und Sekretär der Aboriginal Provisional Government (Provisorischen Regierung der Aborigines).
1987 wurde Mansell zum Aboriginal of the Year gewählt und er spielte eine ausschlaggebende Rolle bei der Vertragsausgestaltung über die Landrechte des Native Title Act 1993, das aus dem Urteil Mabo v. Queensland (No. 2) basiert.
Michael Mansell veröffentlichte Publikationen zur australischen Verfassung, zu den Rechten der Aborigines und zu ihrem kulturellen und schöpferischen Eigentumsrechten, zum Human-Genome-Project und zu den Landrechten sowie zur Aborigines-Souveränität.